# Ян Мащишин
Ян Мащишин (пол. Jan Maszczyszyn, 16 січня 1960, Битом) — польський письменник-фантаст, який постійно проживає в Австралії.

## Біографія
Ян Мащишин народився в Битомі. Перше оповідання письменника «Стражник» (пол. Strażnik) було надруковано вже в 1977 році. У 1986 році Мащишин за оповідання «Тернії» (пол. Ciernie) став лауреатом премії журналу «Fantastyka» разом із Мареком Губератом та Анджеєм Сапковським. У 1989 році емігрував до Австралії разом із дружиною, що спричинило тривалу перерву в літературній творчості. До видання нових творів Мащишин повернувся в 2013 році, причому публікує свої твори виключно в Польщі. У 2013 році вийшла друком збірка оповідань письменника «Testimonium». У 2015 році вийшов перший роман із «Солярної трилогії» автора, написаної в стилі стимпанку, під назвою «Солярні світи» (пол. Światy Solarne). У 2016 році вийшов другий роман з трилогії під назвою «Світи Алонбі» (пол. Światy Alonbee). У 2017 році вийшла друком третя частина трилогії «Графиня Асперія» (пол. Hrabianka Asperia). У 2019 році вийшов перший роман циклу «Підморська імперія», написаному в стилі альтернативної історії, під назвою «Necrolotum», за який письменник наступного року отримав срібну відзнаку Літературної премії імені Єжи Жулавського. У 2021 році вийшов другий роман з циклу «Підморська імперія» «Хронометр» (пол. Chronometrus), за який письменник у 2022 року знову нагороджений срібною відзнакою Літературної премії імені Єжи Жулавського.

### Солярна трилогія
- Солярні світи (пол. Światy Solarne, 2015)
- Світи Алонбі (пол. Światy Alonbee, 2016)
- Графиня Асперія (пол. Hrabianka Asperia, 2017)

### Підморська імперія
- Necrolotum (2019)
- Хронометр (пол. Chronometrus, 2021)